# ماچته (فیلم ۱۹۵۸)
ماچته (انگلیسی: Machete) فیلمی آمریکایی به کارگردانی کورت نویمان است که در سال ۱۹۵۸ منتشر شد.